# 阿莱西娅·鲁索 (足球运动员)
阿莱西娅·米娅·特雷莎·鲁索（英語：Alessia Mia Teresa Russo；1999年2月8日—），英格兰女子足球运动员，司职前锋，目前效力于阿森纳足球俱乐部和英格兰女子足球代表队。她曾代表英格兰参加2022年欧洲女子足球锦标赛和2023年国际足联女子世界杯等多场国际赛事。

## 榮譽
英格蘭
- 國際足協女子世界盃亞軍：2023
- 歐洲女子足球錦標賽冠軍：2022[4]、2025
- 女子洲際超級盃冠軍：2023[5]
- 阿諾德·克拉克盃（英语：Arnold Clark Cup）冠軍：2022[6]、2023[7]